# Menaâ
Menaâ (em árabe: منعة) é uma cidade localizada na província de Batna, no noroeste da Argélia. Sua população era de 13 510 habitantes, em 2008.